# Kurt Sedlmayr
Kurt Sedlmayr (Szarvkő, 1900. augusztus 31. – Bécs, 1965. május 1.) Kossuth-díjas növénynemesítő, növénybiológus, az MTA tagja.

## Fiatal évei
Jómódú, az Eszterházy család szarvkői uradalmához tartozó osztrák származású nemesi családból származott. Apja, Sedlmayr Ernő Konrád (1868–1939) főintézője is a birtoknak, bátyja, Hans Sedlmayr pedig nemzetközi szinten is elismert művészettörténész. A Bécsi Mezőgazdasági Főiskolán mezőgazdasági mérnökként végzett, már ott is az örökléstan és a növénynemesítés érdekelte. Diplomaszerzése után az USA-ban volt hosszabb tanulmányi körúton, de később gyakorlaton megfordult Dániában, Hollandiában, Németországban, valamint Jugoszláviában is.
1924-es hazatérése után a Nagycenki Cukorgyárak Rt. büki gazdaságának meggyespusztai növénynemesítő üzemét vezette. 1929-ben kilépett, és egy bécsi professzora tanácsára 1930-ban jött Sopronhorpácsra, későbbi sikerei helyszínének kislédeci részét vette bérbe a csornai premontrei prépostságtól, az apjától kapott tőkéből. A birtok körülbelül 8 katasztrális holdat tett ki ekkor. A magyar nemesítés és a termőföld adottságait felmérve a cukor- és takarmánytermelés mellett döntött, de rögtön elkezdett ezen fajok nemesítésével is foglalkozni. Korábban az volt az általános, hogy a termesztéshez külföldről hozattak be olyan vetőmagot, ami nem is volt tökéletesen megfelelő a magyar éghajlatnak, ráadásul drága is volt. A forgalmazó cégek – féltve piacukat és bevételeiket – nem nézték jó szemmel a kezdeményezéseit, ráadásul az 1929-es világgazdasági válság is nehezítette a helyzetét, de mindvégig kitartott az álláspontja mellett. Állami vagy külső támogatásra sem igen támaszkodhatott, vállalkozása nagy költségei és a megtérülés kockázatai miatt.

## Kezdeti nehézségek, első sikerek
1930 őszén egy Meggyespusztáról áthozott vetőmaggal kezdték meg a kísérletezést. Az ekkori állapotokról így nyilatkozott később:
„Világos volt előttem, hogy a régi módszerekkel, a szokásos tömegkiválasztással nem vehetem fel a versenyt a nagy külföldi mamutüzemekkel. Új utakon kellett elindulnom, hogy behozhassam azt a 100 éves előnyt és mérhetetlen anyagi fölényt, amellyel a külföldi nemesítő vállalatok rendelkeztek…”
Első próbálkozásait rögtön siker koronázta. Összehasonlító fajtakísérletekkel próbálkozott, amelyekhez külföldi fajtákat is felhasznált. Amelyikeknél pozitív tulajdonságokat fedezett fel, azokat kettessével összeporozta. Ezen kísérleteinek egyik alkalmával egy különösen nagy magtermésű, életerős, és kiegyensúlyozott fajtát kapott. Ezt tovább nemesítve jött létre később a BETA C-242.

## A BETA C-242 és a BETA I-19
A BETA C-242 a világháború előestéjére már minden tekintetben (gyökértermésben és cukortartalomban is) megelőzte a kor leghíresebb külföldi cukorrépáit is. A  BETA I-19 elkészítésénél pedig Sedlmayr legfőbb célja egy betegségeknek jobban ellenálló fajta volt. Ezt úgy kívánta elérni, hogy egy félvad, ősi répafajtát (Beta maritima) próbált keresztezni többféle ismert, nemes fajtával. Az eredmény magáért beszélt: az I-19-es az akkori időszak talán legigénytelenebb, legerősebb cukorrépája lett. 1936-ban a BETA I-19-cel együtt állami fajtaelismerésben részesült.

## A gazdaság fejlesztése
A korai sikerek Sedlmayrt csak még jobban ösztönözték, és lelkesítették. 1935-ben gazdaságát majd kétszeresére növellte, így egy munkanap (12 óra) alatt már akár 600 vizsgálatot is el lehetett végezni, amivel Európa egyik legnagyobb nemesítő állomása lett. Ekkor bízta meg Sedlmayr a nemesítési munka vezetését Csitkovics Antalra, aki nagyon munkabírásával, és éles eszével gyorsan nélkülözhetetlenné tette magát. A nagy átalakítások során a vállalat felvette az alapító nevét is, új megnevezése a Dr. Sedlmayr Kurt Beta Magyar Cukorrépanemesítő Állomás Sopronhorpács lett.

## Szigorú szabályok – hatékony termelés
Amikor a háború már elkerülhetetlennek látszott, és az államok egyre inkább átálltak a hadiipar erősítésére, egyre több exportlehetőség kínálkozott. Időszaki munkásokkal együtt a telep alkalmazottainak száma egyes alkalmakkor már a 80-90-et is meghaladta.
Egy 1939-ből fennmaradt munkaszerződés jól jellemzi a szigorúan tartott, ám jól megfizetett alkalmazottak munkakörülményeit. Megtalálható benne például, hogy napkeltekor már a munkahelyen tartoztak lenni, és csak napnyugtakor távozhattak. Cserébe aratásért  a termés majd 10%-át, cséplésért pedig 3%-át kapták a munkát végzők. Ha egy alkalmazott három napot indokolatlanul hiányzott, az automatikus elbocsátást vont maga után. Szerződésükbe még a feltétlen engedelmességet is belefoglalták.
Sedlmayr kutatási sikerei miatt megnövekvő igényeket kielégítendő, a környező kisgazdák (több mint 100!) bértermelőként becsatlakoztak. Az ebből jövő állandó jövedelem miatt az ő birtokaik is gyors fejlődésnek indultak.

## A világháború
1939-ben kitört a világháború, és ez kezdetben egyértelműen kedvezett a gazdaságnak, mivel így a német, lengyel, és cseh mag is kiesett a piacról. Ez eredményezte, hogy 1940-ben több mint 10 mázsa (!) répamagot tudtak eladni külföldre, főleg az USA-ba, és Nyugat-Európába. 1941-ben viszont mindkét felvevőpiac elveszett. Sedlmayr gyorsan átállította a gazdaságot az új körülmények elviselésére.
Gyorsan mérsékelte a vetőmag szaorítását, és más haszonnövények nemesítésére használta a felszabadult kapacitást, ilyenek voltak például a bükköny, az őszi árpa, a len, és a takarmányrépa. Az új növényekhez új kutatót alkalmazott Varga András élelmiszermérnök személyében. A cukorrépában is inkább újra a nemesítésre tette át a hangsúlyt a termelésről, amelyek egészen a világháború utánig tartottak, és a negyvenes évek második felében vezettek eredményre.

## A szovjetek közeledte
Mikor a front közeledni látszott az üzemhez, bunkert építtetett az eszközöknek, műszereknek, és kísérleti magvaknak, féltve munkája gyümölcsét. A legértékesebb magállománynak is vermet ásatott, féltve a szovjetektől, csakúgy mint a németektől.
Mielőtt a szövetségesek odaértek volna, a németek megpróbálták elhurcolnia helybéli leventéket, amit Sedlmayr, mint rangidős tartalékos tüzér, saját élete kockáztatásával akadályozott meg. Bár német származású volt, lélekben magyar maradt, nem emigrált, hanem a világháború végén a romokból türelmesen újra nekilátott kutatásainak.

## A világháború után
A front áthaladtával Sopronhorpácson is kihirdették a földreform-rendeletet, ami alapján a teljes birtok magántulajdon lett, azonban azt az állam 1950 januárjáig bérbe visszaadta számára.
A világháború után szinte a semmiből kellett újraépítkeznie. Állat-, és gabonaállománya nagy részét elvesztette, csakúgy mint sok eszközét, és szerszámát is. Nem segítette a gazdaság újra beindítását a hiperinfláció, és a nagybirtokok megszűnése sem. Igazán csak 1947-re sikerült teljesen helyreállnia a gazdaságnak, mikor az országosan jelentkező maghiány jelentős bevételt hozott, valamint ekkor indult be újra a háború előtti két legnagyobb felvevőpiaca, az észak-amerikai, és a nyugat-európai. Óvatos terjeszkedésbe is kezdett, üvegházakat, répatárolót, és egy modernebb laboratóriumot építtetett.

## A Kossuth-díj
Miután az állam látta, milyen egyedülálló módon sikerült helyreállnia a sopronhorpácsi gazdaságnak, elérkezettnek látták díjjal jutalmazni ekkor már több mint 20 éve tartó sikeres munkáját, így 1948. március 14-én vehette át az ekkor először kiosztott díjat. Az indoklásnál Sedlmayr hatalmas szaktudását, kiváló gazdaságépítő érzékét, és a magyar államért, és annak nemzetközi megítélésért tett lépéseit említették meg többek között.

## A kommunista rendszer alatt, és az '56-os forradalom
Ekkor még nem tudták, hogy a politikához is kiváló érzéke van. 1950-ben, amikor látta, hogy a kommunista rendszer nem ismer határokat az elnyomás, és a kizsákmányolás területén, önként felajánlotta üzemét, és teljes felszerelését az államnak, akik cserébe kinevezték a birtokai helyén létrejött Sopronhorpácsi            Kísérleti Gazdaság igazgatójává, így megoldva, hogy munkája, és szerepköre tulajdonképpen nem is nagyon változott.
A növénynemesítés terén elért eredményeiért 1952-ben beválasztották a Magyar Tudományos Akadémia tagjaivá, székfoglalóját a répa stádiumos fejlődéséről tartotta, majd 1954-ben a minisztertanács másodszor is Kossuth-díjjal tüntette ki. 26 éves Sopronhorpácsi tevékenykedése alatt nem kevesebb, mint 18 államilag is elismert növényfajtát nemesített az általa vezetett gazdaság. Az 1956-os forradalom bukása után családjával nyugatra kényszerült távozni. Évekig hitt még benne, hogy egyszer visszatérhet szülőföldjére, és folytathatja elkezdett munkáját, de természetesen ez nem következett be. Szökéséért a kommunisták megfosztották akadémiai tagságától is.

## Utóélete
Távozása után egy Bécs melletti faluban, Esslingben szervezte meg a dán Maribo Nemesítővállalat Cukorrépa-kutató intézetét, amit 1965-ben bekövetkezett haláláig fáradtságot nem ismerve vezetett. Az akkori hatalom nem engedte a haláláról való megemlékezést, de régi barátai és munkatársai nem felejtették el. Vezetésével a magyar növénynemesítés a világ egyik, ha nem legjobbjának számított. Külföldön pedig a mai napig tudják a nemesítők, és a gazdák, hogy ki volt az a Kurt Sedlmayr, valamint tudják, hogy milyen jó minőségű volt a híres sopronhorpácsi takarmánymag.

## Emlékezete

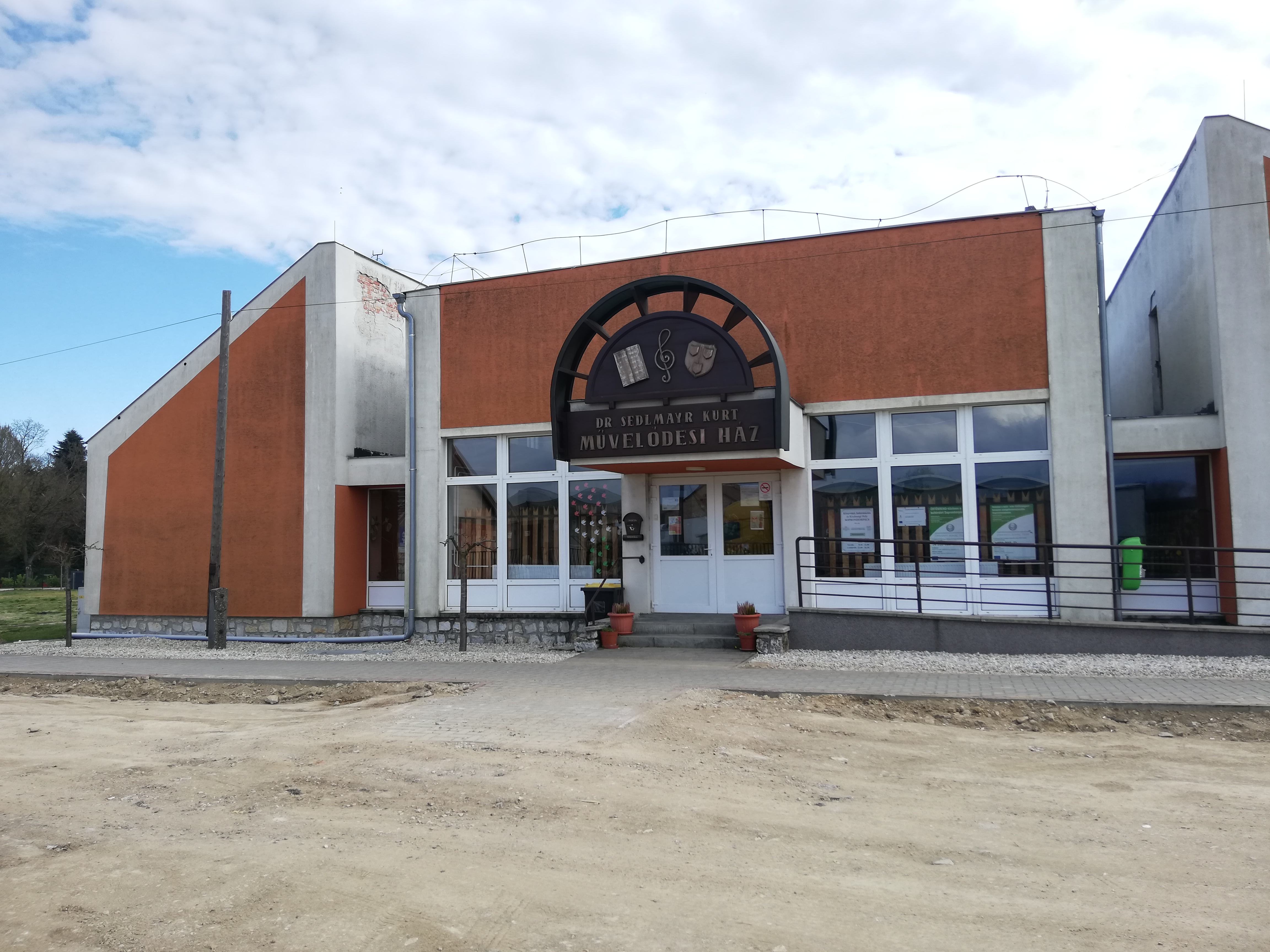
Sopronhorpács, Sedlmayer Kurt Művelődési Ház

- Az ő nevét őrzi Sopronhorpács művelődési háza.